# Lijst van klavecimbelbouwers

## Historische klavecimbelbouwers
- Italië
  - Bartolomeo Cristofori
  - Giovanni Spinetti

- België
  - Jacob Aelbrechts
  - Lucas Aelbrechts
  - Johannes Petrus Bull
  - Ioannes Couchet
  - Albert Delin
  - Johannes Daniel Dulcken
  - Jacobus Van den Elsche
  - Joos Kareest
  - Hans Moermans
  - familie Ruckers

- Frankrijk
  - familie Blanchet
  - Nicolas Dumont
  - Jean-Henri Hemsch
  - Pascal-Joseph Taskin

- Engeland
  - familie Kirkman
  - Burkat Shudi

- Duitsland
  - Christian Ernst Friederici
  - Hieronymus Albrecht Hass
  - Christian Zell
  - Michael Mietke
  - Christian Vater

## Recente klavecimbelbouwers
- Moderne klavecimbels

- Cornelis ("Cees") Anthonij Bom (1938-2023)

- Klop (bouw van historische klavecimbels voor uitvoeren van oude muziek)
- Matthijs Mijnders
- Pleyel
- Sperrhake